# Habitatge a la riera de Sant Domènec, 3 (Canet de Mar)
L'Habitatge a la riera de Sant Domènec, 3 és una obra de Canet de Mar (Maresme) protegida com a Bé Cultural d'Interès Local.

## Descripció
Es tracta d'una casa entre mitgeres de planta baixa i dos pisos. A la planta baixa hi trobem la porta d'accés i un gran finestral. Al primer pis hi ha un balcó corregut sostingut per mènsules amb barana de ferro i dues portes balconeres. Al segon pis hi tres grups de dos finestres. La coberta és plana. El coronament es compon d'una cornisa amb mènsules i d'una balustrada amb pilars intercalats.